# Imaging X-ray Polarimetry Explorer
Imaging X-ray Polarimetry Explorer ou IXPE est un petit télescope spatial à rayons X mous (3-8 keV) de la NASA  ayant pour objectif d'étudier la polarisation du rayonnement X émis par les trous noirs, les magnétars, les pulsars, les étoiles à neutrons et les rémanents de supernova afin de mieux comprendre les processus physiques sous-jacents. Ce petit engin spatial d'une masse de 325 kilogrammes fait partie du programme Explorer de l'agence spatiale américaine, la NASA qui regroupe des missions scientifiques à faible cout. Il a été développé pour un cout de 160 millions US$ en collaboration avec l'Agence spatiale italienne. IXPE est placé sur une orbite équatoriale le 9 décembre 2021 par un lanceur Falcon 9 réutilisable.  La mission a une durée minimale de deux ans.

## Contexte

### La polarisation de la lumière et ses applications en astronomie
Une des caractéristiques des ondes électromagnétiques (lumière visible, rayons X, ...) est leur polarisation. La polarisation est l'orientation de la vibration des ondes. Les ondes électromagnétiques émises par une étoile sont généralement non polarisées, c'est-à-dire que la direction selon laquelle l'onde lumineuse oscille est quelconque. Toutefois, sous l'influence par exemple d'un champ magnétique très puissant, le rayonnement électromagnétique émis peut être polarisé c'est-à-dire présenter une orientation privilégiée. Les rayons X fournissent des informations sur les phénomènes les plus violents de l'univers : trous noirs, les magnétars, les pulsars, les étoiles à neutrons . L'étude de la polarisation du rayonnement X de ces sources permet de connaitre la structure des champs magnétiques des régions dans lesquelles le rayonnement est émis; Dans le cas de sources étendues comme les rémanents de supernova la polarisation permet de discriminer les différents objets astronomiques qui se trouvent dans cette zone. Les caractéristiques de cette polarisation permettent d'approfondir notre connaissance sur les processus à l’œuvre dans ces objets,.

### La polarimétrie des émissions de rayons X: un domaine inexploré
L'observation du rayonnement X et donc de sa polarisation ne peut se faire que depuis l'espace car l'atmosphère intercepte les photons émis dans ces longueurs d'onde. La mesure de la polarisation du rayonnement X astronomique est un domaine quasiment inexploré. Bien que la polarisation asymétrique des émissions X ait été découverte dès les débuts de l'astronomie en rayons X, soit il y a une cinquantaine d'années, seules deux mesures significatives ont été effectuées jusque là dans les années 1970 avec des polarimètres Bragg non imageurs à bande étroite. Ces mesures portaient sur la nébuleuse du Crabe et l'étoile à neutrons Sco X-1. Aucun polarimètre à rayons X n'a par la suite été embarqué à bord de télescopes spatiaux. Or depuis ces premières observations la sensibilité des polarimètres à rayons X a été augmentée de deux ordres de grandeurs (x 100) et la technologie des miroirs utilisés par les télescopes à rayons X a fortement progressé.

## Historique du projet IXPE

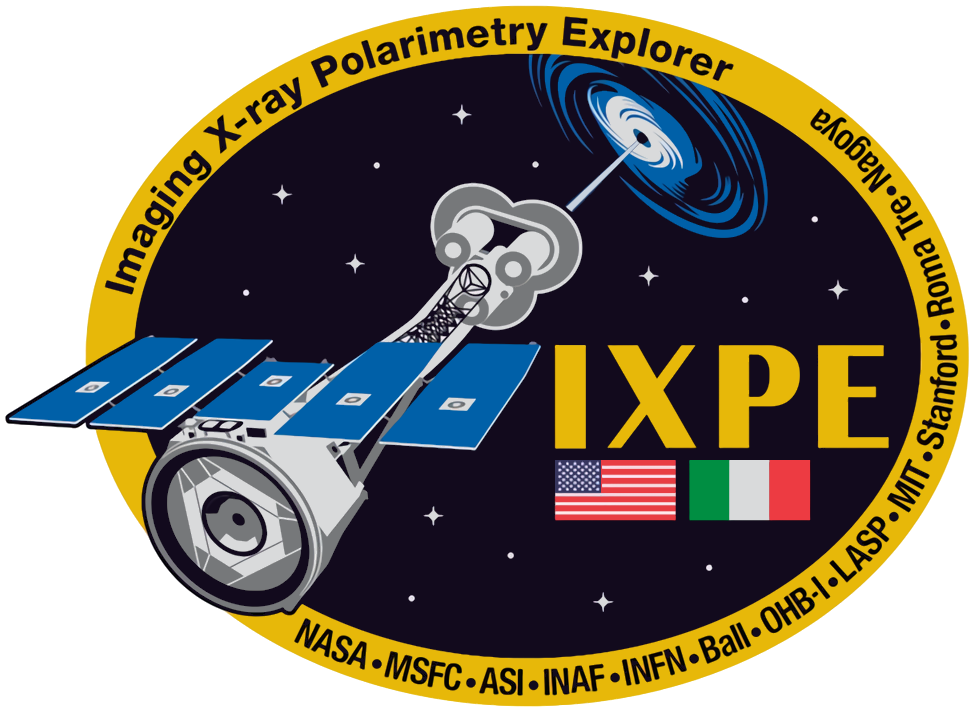
Logo de la mission IXPE.

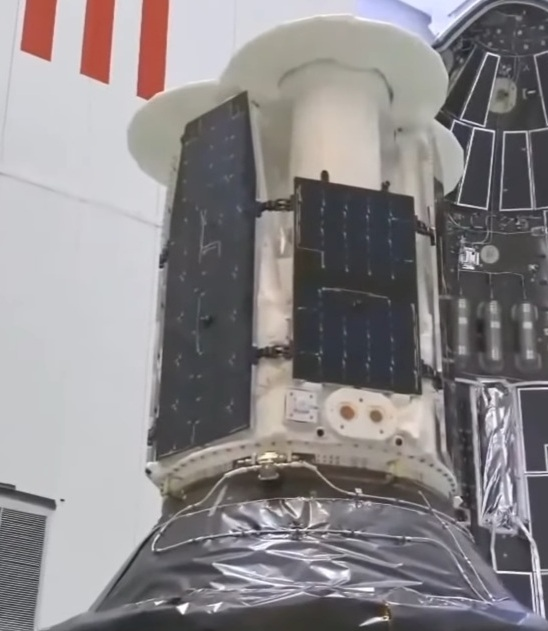
IXPE en position repliée peu avant son lancement.

La mission IXPE est sélectionnée début 2016 par l'agence spatiale américaine, la NASA, dans le cadre de son programme scientifique Explorer qui regroupe des missions scientifiques à faible cout. 14 autres propositions avaient été soumises et l'agence spatiale avait choisi trois finalistes : PRAXyS (Polarimeter for Relativistic Astrophysical X-ray Sources) un projet de télescope spatial aux caractéristiques identiques et SPHEREx un petit télescope spatial devant effectuer un relevé astronomique des sources infrarouges  de l'ensemble du ciel. IXPE est une mission de type SMEX dotée selon le barème associée à cette catégorie d'un budget de 188 millions de dollars américains lancement compris. Le projet est piloté par le centre de vol spatial Marshall. La société Ball Aerospace & Technologies installée à Broomfield (Colorado) est choisie par la NASA pour construire l'engin spatial. L'Agence spatiale italienne apporte une contribution significative en fournissant les détecteurs à rayons X polarimètres des télescopes  résultant d'une percée technologique remarquable qui fait l'originalité de la mission. L'Italie met également à disposition sa station de Malindi au Kenya pour la collecte des données scientifiques.
IXPE devait être initialement placée en orbite par le lanceur aéroporté Pegasus-XL mais en raison de contraintes budgétaires la NASA choisit le  lanceur Falcon 9  de SpaceX dans sa version partiellement réutilisable qui est commercialisé à un coût de 50,3 millions US$ (avec les services associés) nettement inférieur à celui de la fusée Pegasus tout ayant la capacité de placer le satellite sur une orbite supérieure (600 km au lieu de 540 km) plus favorable pour remplir les objectifs de la mission. La date de lancement qui avait été fixée en 2020 est repoussée à deux reprises notamment à la suite de l'épidémie de Covid.

## Objectifs de la mission
IXPE présente la particularité de disposer dans le plan focal, en plus d'un capteur CCD classique fournissant une image dans le rayonnement X, d'un détecteur qui mesure la polarisation du rayonnement émis. Ce type de détecteur, mis au point par des équipes italiennes, est absent des télescopes à rayons X récents. Il doit permettre de mieux comprendre la structure des objets émettant le rayonnement X.
Les principaux objectifs de la mission sont :
- Améliorer notre compréhension des processus physiques produisant des rayons X à proximité des objets compacts comme les étoiles à neutrons et les trous noirs.
- Étudier la physique associée aux effets de la gravité, de l'énergie, des champs magnétiques aux grandeurs extrêmes.

IXPE doit contribuer à répondre aux questions suivantes de l'astrophysique des hautes énergies : 
- Qu'est ce que la vitesse de rotation d'un trou noir ?
- Quelle est la géométrie et l'intensité du champ magnétique dans un magnétar ?
- Est ce que notre centre galactique dans un passé récent a été une galaxie active ?
- Quelle est la structure du champ magnétique dans les sources synchrotron de rayons X ?
- Quelles sont les géométries et les origines des rayons X émis par les pulsars ?

## Caractéristiques techniques

### Plateforme (bus)
IXPE est un petit engin spatial d'environ 325 kilogrammes dont 170 kilogrammes pour la charge utile qui dans sa configuration de lancement occupe un volume de 1,8 mètre de haut pour un diamètre de 1,1 mètre. La partie optique est fixée au sommet d'un mât qui est déployé une fois l'engin spatial dans l'espace. Le télescope spatial atteint alors une hauteur de 5,2 mètres. Les panneaux solaires, également déployés en orbite, portent son envergure à 2,7 mètres. IXPE met en œuvre la plate-forme BCP-300 (Ball Commercial Platform) de la société Ball Aerospace  qui a déjà été utilisée à 3 reprises pour des satellites expérimentaux de l'Armée de l'Air américaine de la série Space Test Program (STP). Le corps de l'engin spatial est une structure hexagonale constituée de plaques d'aluminium coiffée par un plateau en nid d'abeilles réalisé dans le même matériau. Cette plateforme est  stabilisée sur 3 axes à l'aide de roues de réaction et de magnéto-coupleurs. La détermination de l'orientation est effectuée à l'aide d'une paire de viseurs d'étoiles complétée par 12 capteurs solaires et un magnétomètre. Un récepteur GPS est utilisé pour associer une étiquette temporelle aux observations et déterminer les éphémérides de l'engin spatial. IXPE ne dispose d'aucun système de propulsion. Les panneaux solaires fournissent en moyenne 300 watts dont 100 watts sont utilisés par la charge utile. Le système de contrôle thermique est à la fois passif et actif : il utilise des résistances chauffantes pour maintenir la plateforme et les miroirs dans une plage étroite de températures d'environ 20 °C (±5 °C). De manière plus générale ce système maintient une température stable tout au long de l'orbite et au gré des saisons afin de réduire les déformations affectant la géométrie de l'ensemble optique qui seraient induites par des variations de température. Toutes les télécommunications se font en bande S à l'aide d'antennes omnidirectionnelles. L'ordinateur embarqué utilise un microprocesseur durci de type RAD750.  IXPE dispose d'une mémoire de masse pouvant stocker 6 gigaoctets de données.

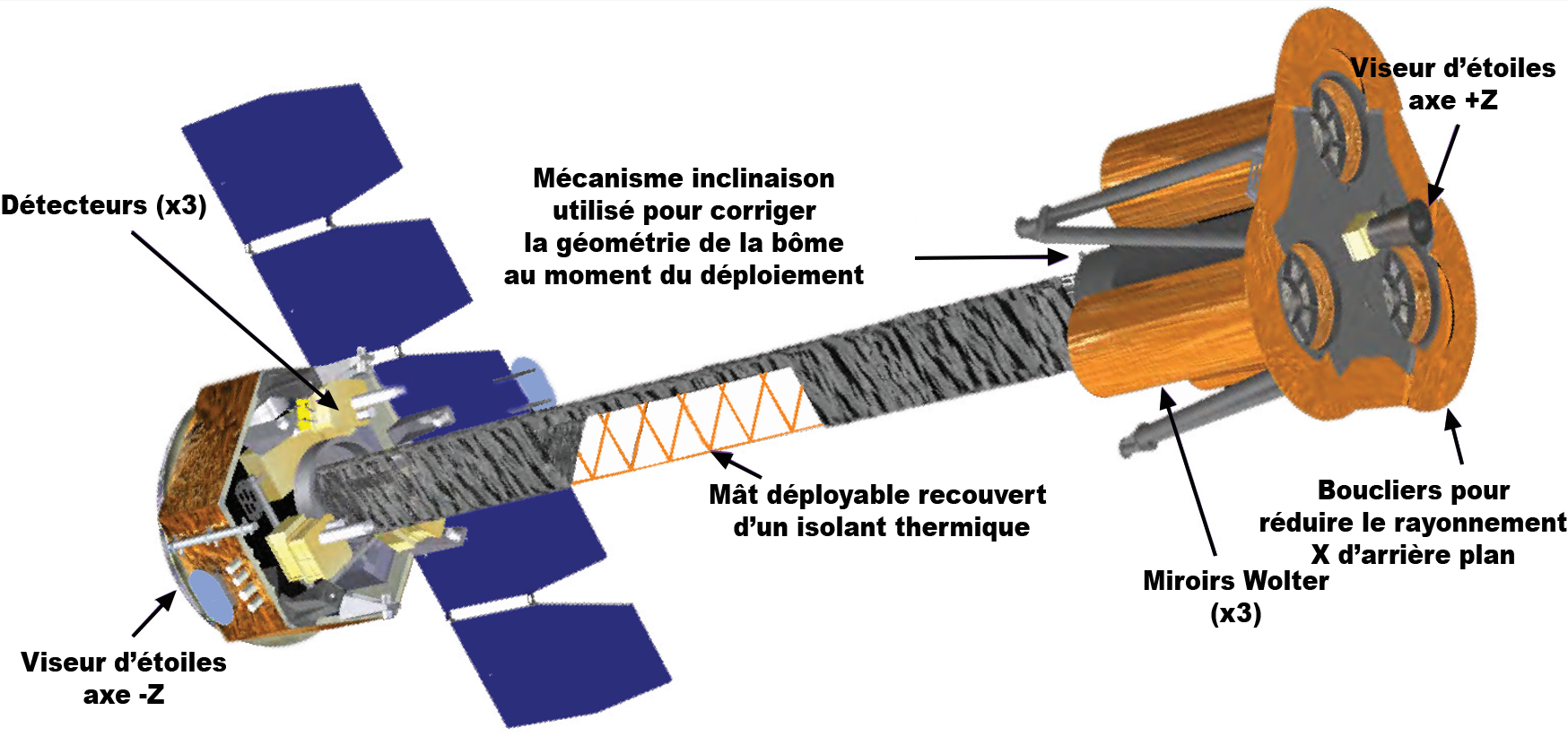
Vue d'artiste du télescope spatial de la NASA IXPE.

### Optique
La charge utile de IXPE est constituée par trois télescopes à rayons X dont la partie optique est de type Wolter I qui collectent et focalisent le rayonnement X en le dirigeant vers les détecteurs installés sur la plateforme (bus). Chacune des optiques est constituée de 24 coquilles concentriques en alliage nickel/cobalt d'une longueur de 60 cm et dont le diamètre est compris entre 16,2 et 27,2 cm. Chacune des optiques a une surface effective de 230 cm2 à 2,3 keV et supérieure à 240 cm2 à 3-6 keV. Les optiques dites MMA (Mirror Module Assemblies) sont réalisées par le centre Marshall avec la participation de l'Agence spatiale italienne et de l'Université de Nagoya (Japon). Les MMA ont des caractéristiques proches de celles de l'observatoire russe Spektr-RG qui ont été conçues par le centre Marshall avec l'aide de l'agence italienne. Ces optiques sont montées sur une structure (MMSS pour Metallic Mirror Module Support Structure) qui est fixée à l'extrémité d'un mat en treillis qui est déployé en orbite. Des mécanismes TTR (Tip/Tilt/Rotation) permettent d'ajuster au moment du déploiement du mat la position de l'optique par rapport aux détecteurs  dans les trois dimensions pour corriger les écarts de géométrie. Les optiques sont flanquées de réflecteurs qui bloquent le rayonnement X qui ne passerait pas par les optiques et pourraient venir frapper les détecteurs. Trois bipieds solidarisent la tête optique MMSS et la plateforme pour lui permettre de résister aux forces générées durant le lancement,,.

### Détecteurs
Ce qui fait la spécificité de IXPE est l'emport de détecteurs de polarisation 100 fois plus performants que la dernière génération de détecteurs de ce type qui équipait son prédécesseur, l'observatoire spatial OSO-8 lancé en 1975. Ces capteurs GPD (Gaz Pixel Detection), aboutissement de travaux de la filiale italienne d'OHB sur une période de 15 ans, utilisent l'effet photoélectrique pour déterminer la direction de la polarisation des rayons X collectés. Ceux-ci pénètrent dans une chambre de faible hauteur remplie d'un gaz (l'éther diméthylique) caractérisé par une faible masse atomique choisi pour limiter la diffusion de la trace laissée par l'ionisation. Le photon du rayonnement X incident déclenche l'ionisation du gaz qui se traduit par l'émission d'électrons qui sont éjectés dans une direction dépendant de la polarisation du rayon X. Les électrons générés sont multipliés par environ 500 par un dispositif de multiplication de charge GEM (Gas Electron Multiplier) pour augmenter le rapport signal sur bruit. Le résultat est enregistré par un détecteur de type ASIC reposant sur une puce électronique de technologie CMOS. Ce détecteur comprend une matrice de 100 000 pixels hexagonaux de 50 microns de côté qui ont chacun un dispositif de lecture. Les données collectées permettent de reconstruire la position initiale du photoélectron produit par la collision du photon X avec les atomes du gaz, sa direction et la fin de la trace qu'il a générée. Toutes ces informations permettent de déduire la localisation de la source dans le ciel et la polarisation du rayonnement,,.

### Performances
Le pouvoir de résolution est inférieur à 25 secondes d'arc et le champ de vue est de 12,9 minutes d'arc,

## Déroulement de la mission

### Lancement
Le télescope spatial IXPE est placé en orbite le 9 décembre 2021 par un lanceur Falcon 9 réutilisable qui effectue son cinquième vol et qui décolle de la base de lancement de Cape Canaveral,. Après sa séparation avec le deuxième étage, le premier étage revient se poser sur une plateforme flottante autonome positionnée au large à 659 kilomètres de la base de lancement de Cape Canaveral tandis que la coiffe est récupéré par un bateau placé à 750 kilomètres de la côte. Le deuxième étage avec sa charge utile se place d'abord sur une orbite de parking à une altitude d'environ 600 kilomètres avec une inclinaison de 28,5°. Au bout d'environ 29 minutes, le second étage est rallumé durant 60 secondes pour placer IXPE sur son orbite opérationnelle. Celle-ci est une orbite équatoriale (inclinaison orbitale 0,2°). Une fois en orbite, les panneaux solaires sont déployés, puis  le mât portant la partie optique ainsi que le bouclier à rayons X. Durant cette phase critique de déploiement les échanges entre IXPE et le contrôle au sol passe par le réseau de satellites géostationnaires TDRS de la NASA  qui permet de réagir aux contrôleurs en quasi temps réel si un événement anormal se produit,.

### En phase opérationnelle
Les opérations scientifiques débutent après une phase de contrôle et d'étalonnage des instruments d'une durée de 30 jours. Chacune des cibles visées par le télescope est visible durant des fenêtres d'une durée de 60 jours et pendant 56,7 minutes de manière continue durant chaque orbite. L'orientation du satellite est imposée par les observations effectuées : le télescope reste en permanence pointé vers l'étoile observée. Les cibles de IXPE sont choisies en fonction de la saison et de la position du Soleil. Par ailleurs la  droite normale des panneaux solaires doit faire un angle inférieur à 25° avec la direction du Soleil afin de garantir une alimentation en énergie suffisante de l'engin spatial. La durée de la mission primaire est de 2 ans,.

### Segment sol
Le contrôle de la mission (MOC) est pris en charge par le Laboratoire de physique atmosphérique et spatiale (LASP) de l'université du Colorado. Le LASP utilise les installations qu'il a utilisé ou utilise pour les missions AIM, QuikSCAT, K2 et SORCE. Les commandes sont envoyées tous les trois jours en utilisant une liaison montante ayant un débit de 2 kilobits par seconde. Les données sont collectées par la station de Malindi, située au large du Kenya et gérée par l'agence spatiale italienne, qui est survolée 15 fois par jour. Trois à neuf transferts de données sont programmés chaque jour au moment de ces survols. Le débit maximum durant une passe d'une durée d'environ 8 minutes est de 2 mégabits par seconde. Un centre de secours situé à Singapour peut prendre le relais de Malindi. Les données scientifiques sont traitées par le centre de vol spatial Marshall de la NASA puis sont mises à disposition de la communauté scientifique et archivées par le centre HEASARC,.

### Fin de vie
À l'issue de la phase opérationnelle, IXPE doit être mis en sécurité en respectant la réglementation de la NASA concernant les débris spatiaux. Des opérations de passivation sont effectuées (purge des ergols, batterie désactivées). Compte de son orbite relativement basse, la désorbitation (rentrée atmosphérique et destruction durant cette phase) devrait intervenir rapidement entre deux et trois ans après la fin de la mission donc bien avant les 25 ans requis par la réglementation.

## Le satellite indien XPoSat
L'ISRO développe une mission similaire XPoSat, dont le lancement est prévu en 2023. L'observatoire de petite taille utilise des compteurs proportionnels à gaz pour mesurer la polarisation du rayonnement du rayonnement X dans une gamme d'ondes comprise entre 5 et 30 keV.